# Xã Mineral, Quận Bureau, Illinois
Xã Mineral (tiếng Anh: Mineral Township) là một xã thuộc quận Bureau, tiểu bang Illinois, Hoa Kỳ. Năm 2010, dân số của xã này là 484 người.